# بسیمه
بسیمه (به عربی: بسیمة) یک روستا در سوریه است که در استان ریف دمشق واقع شده‌است. بسیمه ۲٬۸۱۲ نفر جمعیت دارد.